# Fundação Nacional dos Povos Indígenas
La Fundação Nacional dos Povos Indígenas (denominata fino al 2023 Fundação Nacional do Índio) è un'organizzazione ufficiale del governo brasiliano. È responsabile della protezione dei popoli indigeni e delle loro terre indigene. Si occupa inoltre dell'elaborazione e dell'implementazione delle politiche riguardanti i popoli indigeni del paese.
Fu creato da Cândido Rondon, un ufficiale dell'esercito brasiliano ed esponente del gruppo dei Bororo. Quest'ultimo inventò anche il motto del dipartimento: "Muori se necessario, ma non uccidere". Il  quartier generale si trova a Brasilia. Da dicembre 2018 dipende dal Ministero della Donna, della Famiglia e dei Diritti Umani, dopo essere dipeso, negli ultimi anni, dal Ministero di Giustizia.
È suddiviso in diversi dipartimenti, tra cui l'Unità di Coordinamento generale per gli Indiani incontattati (CGII). Istituita nel 1987, l'Unità è l'unico dipartimento governativo al mondo che ha il compito di proteggere i popoli che non hanno alcun contatto, o hanno contatti molto limitati, con il mondo esterno. Il loro diritto a rimanere isolati viene rispettato: il contatto, infatti, si ricerca solo nei casi in cui si ritiene che la tribù corra un grave pericolo.
Prima dell'esistenza del FUNAI, il suo ruolo era affidato al Servizio governativo per la Protezione dell'Indio (SPI). Lo SPI, però, fu chiuso nel 1967 quando il rapporto Figuereido, commissionato dal Ministero dell'Interno, svelò gli atroci crimini commessi nei confronti degli indigeni nei decenni precedenti: secondo il rapporto, lo SPI era responsabile di gran parte delle sofferenze e persino dello sterminio di alcune tribù. Lo SPI fu quindi chiuso e al suo posto venne creata la FUNAI.